# Paweł Banachewicz
Paweł Banachewicz (ur. 28 lipca 1989 w Tychach) – polski hokeista, reprezentant polski U23.

## Kariera
- GKS Tychy (2008–2013)
- Naprzód Janów (2012–2013)

## Sukcesy

### Klubowe
- Srebrny medal mistrzostw Polski: 2009, 2011 z GKS Tychy
- Brązowy medal mistrzostw Polski: 2010 z GKS Tychy
- Puchar Polski:  2008, 2009  z GKS Tychy